# K11 – Die neuen Fälle

Logo von K11 – Kommissare im Einsatz (2003–2013)

K11 – Die neuen Fälle ist eine Pseudo-Doku im Stile einer Real-Life-Krimiserie des Privatsenders Sat.1. Unter dem Titel K11 – Kommissare im Einsatz wurden von 2003 bis 2013 erstmals Episoden der Serie ausgestrahlt. Die letzten Episoden des Formats wurden im Oktober 2013 gedreht und 2016 bei Sat.1 Gold ausgestrahlt. Eine Neuauflage unter dem Titel K11 – Die neuen Fälle begann 2020. Im Jahr 2022 gab Sat.1 die Einstellung nach der Staffel 14 zum Ende des Jahres 2022 bekannt.

## Handlung
In der Serie wird der „Alltag“ von Kommissaren im Kampf gegen das Verbrechen dargestellt. Zum K11-Team gehören in der Neuauflage Kriminalhauptkommissar Michael Naseband, Kriminalhauptkommissarin Charlotte „Charlie“ Fuchs (Judith Jakob) und Kriminalhauptkommissar Robert Ritter (Jonas Rohrmann) sowie Kriminaloberkommissar Philipp Stehler und Kriminaloberkommissarin Daniela Stamm. Ausgangspunkt einer Episode ist meistens ein Mordfall, der aufgeklärt werden muss. K11 – Die neuen Fälle basiert auf dem Whodunit-Prinzip (Täter unbekannt). Zeugen, Verwandte, Täter, Opfer und Verdächtige werden von Laiendarstellern und seit 2020 auch von professionellen Schauspielern verkörpert, von denen viele in mehreren Episoden zu sehen sind.
Die Originalversion der Serie (Kommissare im Einsatz) basierte, im Gegensatz zur Neuauflage, nicht auf dem Whodunit-Prinzip. Am Anfang jeder Folge wurde die Tat detailliert gezeigt und oft auch bereits der Täter offenbart. Dieses Konzept ist für Kriminalserien relativ selten und findet sich nur bei wenigen anderen Serien, so beispielsweise der amerikanischen Serie Columbo, wieder. Zum Team der Originalausgabe gehörten Michael Naseband, Alexandra Rietz, sowie Nicole Drawer und Jens Loors. Beide Teams wechselten sich mit den Folgen ab. Als das Team Nicole Drawer und Jens Loors beschlossen, in ihrem eigentlichen Beruf weiterzumachen, waren die anderen beiden Kommissare vorerst alleine auf den Bildschirmen zu sehen. Bis Branco Vukovic das Team erfolgreich ergänzte. Dieser wurde allerdings im Laufe der Jahre durch Gerrit Grass ersetzt, weil man befand, dass er eine ältere Generation eher ansprechen würde. Als letztes kam Robert Ritter zum Team hinzu. Neben den Kommissaren waren auch der Staatsanwalt Sewarion Kirkitadse (in derselben Rolle ebenfalls erschienen in Richter Alexander Hold) und der Gerichtsmediziner Dr. Christian Alsleben (Michael Mayer) in den meisten Episoden zu sehen.

## Hintergrund

### Information zur Sendung

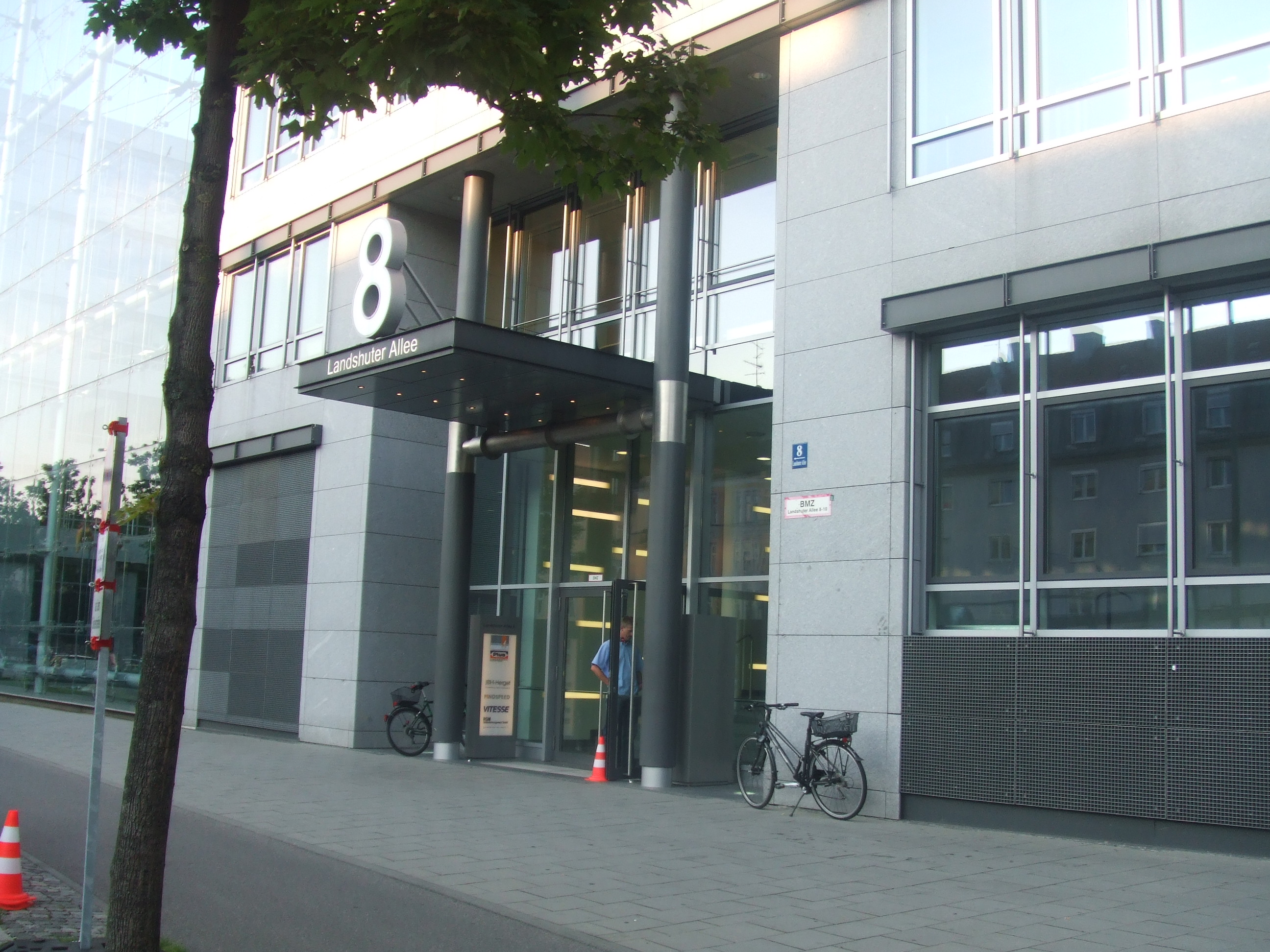
Das ehemalige K11-Kommissariat in der Landshuter Allee 8 im August 2007

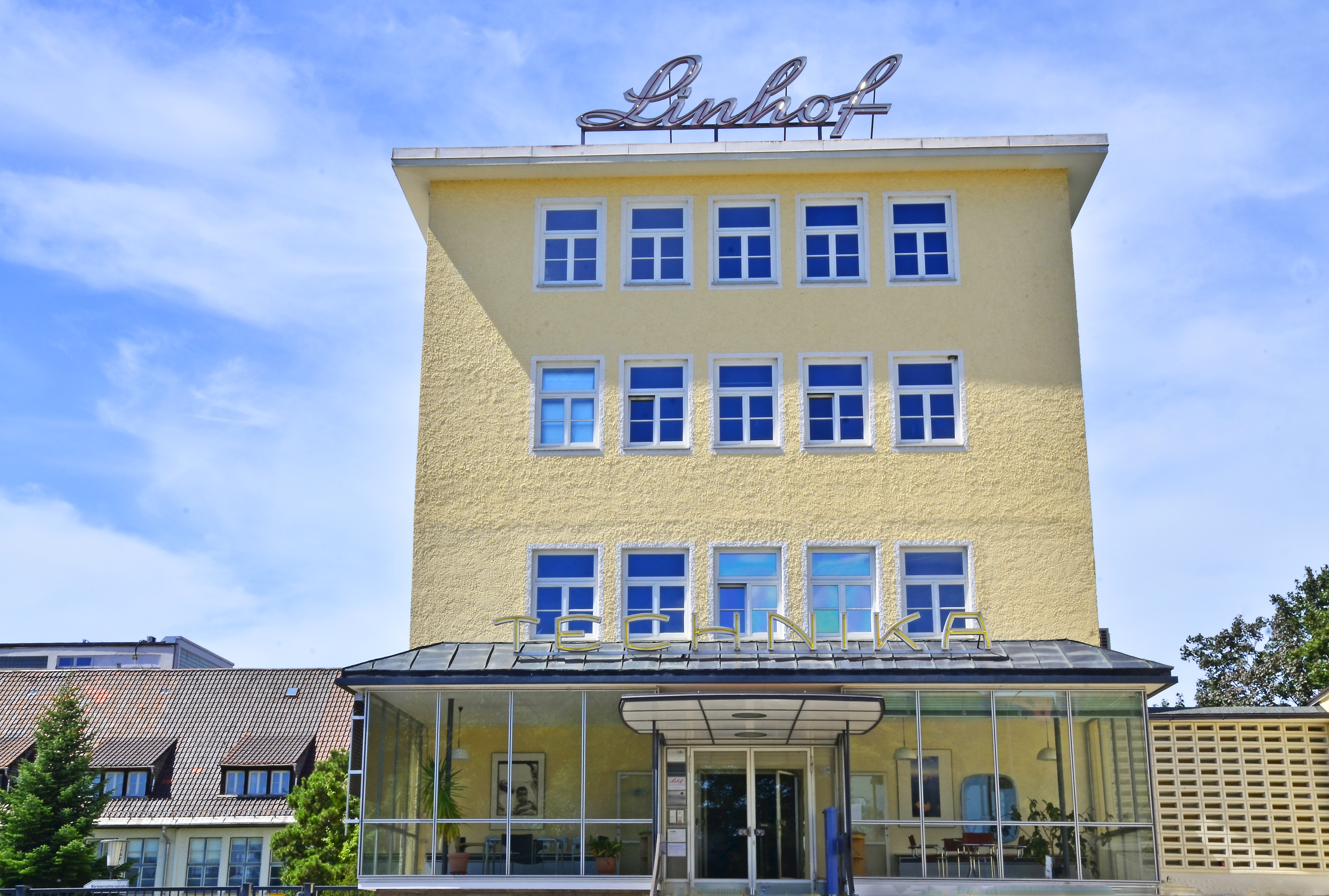
Das Hauptgebäude der Linhof Präzisions-Systemtechnik GmbH, am linken Bildrand ist im Hintergrund das aktuelle K11-Kommissariat in der Rupert-Mayer-Straße 45 erkennbar

- K11 wird in München und Umgebung gedreht.
- Die Gerichtsmedizin befand sich im Gebäude der Nußbaumstraße 26, es gehört zur Ludwig-Maximilians-Universität München.
- Pro Jahr wurden etwa 200 Episoden gesendet.
- Die 1000. K11-Sendung wurde am 8. Dezember 2008 um 19:30 Uhr gesendet. Am 9. Januar 2012 um 19.00 Uhr wurde die 1500. Episode ausgestrahlt.
- In den ersten 84 Episoden sah man vor der Urteilsverkündung, wie Staatsanwalt Kirkitadse sein Plädoyer im Gericht vortrug.
- Der Drehort des Kommissariats befand sich von 2003 bis 2012 im zweiten Stock der Landshuter Allee 8 in München.
- Der Drehort des Kommissariats befindet sich seit 2020 im dritten Stock der Rupert-Mayer-Straße 45 in München, auf dem Gelände der Linhof Präzisions-Systemtechnik GmbH.
- An der Wand des alten K11-Büros hing eine Landkarte, die einen Teil Norddeutschlands zeigt, obwohl das K11 in München und Umgebung tätig ist. Vor der Renovierung des Büros am Anfang von Staffel 7 hing an gleicher Stelle ein Stadtplan von Berlin.
- Außerdem befand sich vor der Tür des Kommissariats das Wappen der Bundespolizei; da es sich um eine Landespolizei handelt, hätte dort aber ein Wappen der bayerischen Polizei hängen müssen.
- Für die 6. Staffel mit dem neuen Kommissar Robert Ritter wurde der Drehkomplex des K11-Büros renoviert.
- Zur Serie gehörten unten eingeblendete Informationen, die sich auf Orte, Uhrzeiten, Namen und Alter und Stellungen von Personen (z. B. Frau des Opfers) bezogen.
- Seit Mitte der 6. Staffel mit der am 24. September 2008 ausgestrahlten Episode Krieg am Gartenzaun war der Staatsanwalt nicht mehr im Vorspann zu sehen, er wurde durch Robert Ritter ersetzt. Ausgenommen davon sind die beiden Zweiteiler Im Visier des Racheengels und Zur falschen Zeit am falschen Ort.
- Seit Beginn der 8. Staffel ist der Off-Sprecher Michael Betz nicht mehr zu hören.
- Das ab der 11. Staffel verwendete neue Büro befand sich in der Taunusstraße 51, die Außenaufnahmen wurden im Stefan-George-Ring 23 in München-Daglfing gedreht.[3]
- Mitte 2008 wurde die Text- und Bildform der Verurteilungen erneuert.
- Seit 2. Mai 2011 wird K11 im Breitbildformat 16:9 gesendet.
- Vom 5. Oktober 2010 bis zum 17. Mai 2013 war kein Episodentitel angegeben. Ab dem 21. Mai 2013 ist dieser in der Startszene kurz eingeblendet.
- Die Kommissare trugen eine HK USP als Dienstwaffe.
- In zahlreichen Sendungen traten Beamte eines Spezialeinsatzkommandos auf. Hierbei handelte es sich um echte Polizeibeamte, die über eine Castingagentur zu K11 kamen. Öfter trat Polizeioberkommissar Matthias Wolf, der auch auf Kabel eins bei Achtung Kontrolle! – Einsatz für die Ordnungshüter zu sehen ist, als Streifenpolizist mit Namen Jörg, SEK-Beamter oder Mitarbeiter der Spurensicherung auf.
- Nicole Drawer, die in Staffel 1 ein Team mit Jens Loors bildete, war in den Jahren 2012 und 2013 in der Serie Achtung Kontrolle! – Die Topstories der Ordnungshüter als Kriminaloberkommissarin zu sehen. Sie verstarb 2019 im Alter von 54 Jahren.
- Es wurde öfter darüber spekuliert, ob Sat.1 die Serie einstellt, allerdings entschied man sich immer wieder, auch aufgrund von Fanprotesten, K11 zu verlängern.
- K11 – Kommissare im Einsatz war der Prototyp für die polnische Fernsehserie W11 – Wydział Śledczy auf TVN
- Im Januar 2020 starteten Dreharbeiten zu einer 12. Staffel, die seit Mai 2020 mit dem Zusatz K11 – Die neuen Fälle ausgestrahlt wird.
- Im Herbst 2020 wurde angekündigt, dass Jonas Rohrmann als Robert Ritter wieder zum Team stößt.
- Nadine Fichtner, die seit der zwölften Staffel als Kriminalkommissarin Lilli Richter mitwirkt, war bereits in Folge 11x112 Der unheimliche Nachbar als Schwägerin des in dieser Episode vorkommenden Täters Rebecca Schneider zu sehen.
- Am 2. September 2021 wurde die 2000. Episode ausgestrahlt, was neben dem Sat.1-Logo kenntlich gemacht wurde. Bei dieser Folge handelt es sich um eine Doppelfolge mit Fortsetzung am 3. September 2021 und zahlreichen Blicken in die Vergangenheit des K11.
- Am 23. September 2021 wurde bekanntgegeben, dass Alexandra Rietz das K11-Team verlässt. Letztmals in einer neuen Folge war sie im November 2021 zu sehen, jedoch am 6. April 2022 in einer weiteren, im Jahr 2021 produzierten, Folge in Erstausstrahlung.
- Am 12. Oktober 2021 wurde bekanntgegeben, dass das K11 aufgrund vom Ausstieg Rietz' Unterstützung von Judith Jakob bekommt, die die Rolle „Charlotte Fuchs“ spielte. In der Folge vom 29. November 2021 war sie erstmals im Einsatz.

### Vorspann
Der Vorspann wurde seit Staffel 1 nur minimal verändert, je nach Besetzung wurden die aktuell ermittelnden Kommissare im Vorspann gezeigt. Lediglich Robert Ritter wurde erst Mitte der sechsten Staffel im Vorspann gezeigt, obwohl er schon seit Beginn der sechsten Staffel mit ermittelte. Zur Neuauflage der Serie unter dem Titel „Die neuen Fälle“ wurde 2020 ein veränderter Vorspann eingeführt, der Veränderungen optischer Art, der Melodie und des Logos aufweist. Dieser neue Vorspann mit Naseband, Rietz, Stehler und Stamm wurde während der zwölften Staffel jedoch durch eine Kurzversion ohne Einblendung der Darsteller ersetzt, denn schon vor der Rückkehr von Kommissar Ritter gegen Ende der zwölften Staffel waren neben den vier Hauptakteuren immer wieder auch andere Ermittler zu sehen.

### Sendepausen
Jedes Jahr wurden einige Wochen Pause mit Wiederholungen eingelegt. Kleinere Pausen gab es jeweils im Winter (meistens von der Weihnachtswoche bis Mitte Januar) und manchmal in den beiden Wochen vor und nach Ostern. Die große Pause war die Sommerpause und dauerte etwa fünf und manchmal bis zu zehn Wochen.

### Ableger
Im Jahre 2006 startete KTI – Menschen lügen, Beweise nicht, ein Ableger von K11, auf Sat.1. Die Pilotepisode von KTI baute auf eine Episode von K11, die am selben Abend wie der Pilot von KTI ausgestrahlt wurde, auf. Die erste Staffel des Ablegers lief dann aber auf RTL II. Nach nur neun von 30 produzierten Episoden wurde die Ausstrahlung 2007 abgebrochen. Von KTI kam im Jahr 2008 auch Kommissar Robert Ritter zum K11.

### K11 – Specials
In der 1., 4., 5., 6., 7., 8. und 11. Staffel gab es jeweils K11-Specials, die sich in der Länge deutlich von den normalen Episoden unterschieden. Während der Sommerpause der 6. Staffel wurden 45 Minuten lange Spezialepisoden ausgestrahlt. In der 10. und 11. Staffel wurden einige Episoden mit 34 Minuten Länge ausgestrahlt.

## Besetzung
| Schauspieler        | Rolle                       | Beruf                                                                                   | Einstieg      | Ausstieg      | Hauptrolle (Episoden) | Nebenrolle (Episoden) |
| ------------------- | --------------------------- | --------------------------------------------------------------------------------------- | ------------- | ------------- | --------------------- | --------------------- |
| Michael Naseband    | Michael Naseband            | Kriminalhauptkommissar (S4–S14) Kriminaloberkommissar (S1–S4)                           | 1. Sep. 2003  | 26. Aug. 2022 | 01x01–14x88           |                       |
| Alexandra Rietz     | Alexandra „Alex“ Rietz      | Kriminalhauptkommissarin (S4–S14) Kriminaloberkommissarin (S1–S4)                       | 1. Sep. 2003  | 6. Apr. 2022  | 01x01–13x127          | 14x45                 |
| Sewarion Kirkitadse | Sewarion Kirkitadse         | Staatsanwalt (S1–S7)                                                                    | 1. Sep. 2003  | 31. Mär. 2010 | 01x01–07x106          | 07x107–08x40          |
| Michael Mayer       | Dr. Christian Alsleben      | Gerichtsmediziner (S1–S11)                                                              | 1. Sep. 2003  | 6. Jun. 2016  |                       | 01x01–11x166          |
| Jens Loors          | Jens Loors                  | Kriminaloberkommissar (S1)                                                              | 2. Sep. 2003  | 9. Jul. 2004  | 01x02–01x180          |                       |
| Nicole Drawer       | Nicole Drawer               | Kriminaloberkommissarin (S1)                                                            | 2. Sep. 2003  | 9. Jul. 2004  | 01x02–01x180          |                       |
| Jan Pöhls           | Jan Pöhls                   | Kriminalkommissar (S1–S2)                                                               | 2. Sep. 2003  | 24. Mai 2005  |                       | 01x02–02x116          |
| Max Katzenberger    | Max Katzenberger            | Kriminalkommissar (S1–S14)                                                              | 14. Jan. 2004 | 7. Jul. 2022  |                       | 01x87–14x88           |
| Andre Parusel       | Andre Parusel               | Kriminalkommissar (S11)                                                                 | 20. Nov. 2003 | 9. Jun. 2016  |                       | 01x58–11x166          |
| Branco Vukovic      | Branco Vukovic              | Kriminalkommissar (S2–S3)                                                               | 11. Okt. 2004 | 9. Jan. 2006  | 02x01–03x109          |                       |
| Gerrit Grass        | Gerrit Grass                | Kriminaloberkommissar (S4–S11) Kriminalkommissar (S3–S4)                                | 9. Jan. 2006  | 9. Jun. 2016  | 03x110–11x166         | 03x109                |
| Jonas Rohrmann      | Robert Ritter               | Kriminalhauptkommissar (S12–S14) Kriminaloberkommissar (S11) Kriminalkommissar (S6-S11) | 14. Feb. 2008 | 7. Jul. 2022  | 07x107–14x88          | 06x13–07x106          |
| Katharina Roll      | Miriam Evers                | Polizeikommissaranwärterin (S8)                                                         | 15. Mär. 2010 | 24. Mär. 2010 |                       | 08x30–08x35           |
| Guido Kellermann    | Stefan Bender               | Kriminaloberkommissar (S8)                                                              | 6. Apr. 2010  | 30. Apr. 2010 |                       | 08x41–08x56           |
| Janine Waland       | Mia Bach                    | IT-Forensikerin (S8–S9)                                                                 | 8. Apr. 2010  | 25. Mär. 2011 |                       | 08x43–09x46           |
| Ulla Ried           | Dr. Nicole Peschke          | Gerichtsmedizinerin (S10)                                                               | 13. Aug. 2012 | 20. Aug. 2012 |                       | 10x95–10x100          |
| Mehmet Fahri        | Cenk Demir                  | Kriminalkommissar (S11)                                                                 | 25. Jan. 2013 | 21. Jun. 2014 |                       | 11x18–11x97           |
| Philipp Stehler     | Philipp Stehler             | Kriminaloberkommissar (S12–S14)                                                         | 11. Mai 2020  | 26. Aug. 2022 | 12x01–14x88           |                       |
| Daniela Stamm       | Daniela Stamm               | Kriminaloberkommissarin (S12–S14)                                                       | 11. Mai 2020  | 26. Aug. 2022 | 12x01–14x88           |                       |
| Sara Al Zihairi     | Sara Nasari                 | Gerichtsmedizinerin (S12–S14)                                                           | 11. Mai 2020  | 26. Aug. 2022 |                       | 12x01–14x88           |
| Tim Stammberger     | Tim Stammberger             | Kriminalkommissar (S12–S14)                                                             | 13. Okt. 2020 | 26. Aug. 2022 |                       | 12x47–14x88           |
| Nadine Fichter      | Lilli Richter               | Kriminalkommissarin (S12–S14)                                                           | 10. Nov. 2020 | 26. Aug. 2022 |                       | 12x61–14x88           |
| Judith Jakob        | Charlotte ''Charlie'' Fuchs | Kriminalhauptkommissarin (S13–S14)                                                      | 29. Nov. 2021 | 26. Aug. 2022 | 13x127–14x88          |                       |

### Teams
Anfangs ermittelten vier Kriminaloberkommissare wochenweise abwechselnd in zwei Teams. Eine Woche gingen Michael Naseband und Alexandra Rietz auf Verbrecherjagd, in der nächsten ermittelten Jens Loors und Nicole Drawer. Am 11. Juli 2004, in Episode 180, knapp ein Jahr nach dem Start der Serie, verließen Drawer und Loors die Pseudo-Doku. Loors kehrte in den echten Polizeidienst zurück und Drawer widmete sich dem Schreiben von Romanen und trat auch bei kabel eins in der Sendung Achtung Kontrolle! – Einsatz für die Ordnungshüter die Top-Stories der Ordnungshüter auf, dort war sie immer wieder mal zu sehen.
Die folgenden drei Monate ermittelten Alexandra Rietz und ihr Kollege Michael Naseband alleine, bis sie ab Start der 2. Staffel am 11. Oktober 2004 Verstärkung durch den Kriminalkommissar Branco Vukovic bekamen. Im Januar 2006 wurde er in den Kosovo versetzt. Noch am gleichen Tag begann Gerrit Grass vom Drogendezernat den Dienst im K11.
Zu dieser Zeit waren die Leiter der Abteilung Rietz und Naseband die Kriminaloberkommissare und Gerrit Grass nur ein einfacher Kriminalkommissar. Dieses änderte sich in der im Juli 2006 ausgestrahlten Episode Angst um den Staatsanwalt, in der alle drei Kommissare befördert wurden
Anfang Februar 2008 wurde das Team durch Kriminalkommissar Robert Ritter vergrößert. Dieser kam aus dem Spin-off von K11, KTI – Menschen lügen, Beweise nicht. Er hatte in Folge 45 der dritten Staffel außerdem bereits einen Laborassistenten eines Mordopfers gespielt sowie in der 24. Folge der vierten Staffel einen WG-Mitbewohner.
Ab der Mitte der 8. Staffel ist der Staatsanwalt Sewarion Kirkitadse nicht mehr bei K11 aufgetreten, es gab weder einen offiziellen Ausstieg noch eine Abschiedsepisode.
Nachdem Kommissar Robert Ritter im März 2010 bei einem Einsatz verwundet worden war, sprang zunächst Polizeikommissaranwärterin Miriam Evers, später Kriminaloberkommissar Stefan Bender für ihn ein, beide waren allerdings nur in Außeneinsätzen zu sehen und nahmen an keiner Vernehmung teil.
Nach der Beförderung von Robert Ritter zum Kriminaloberkommissar erhielt das Team Ende Januar 2013 Verstärkung durch Kriminalkommissar Cenk Demir.
Generell ermitteln immer zwei Kommissare im Außen- und zwei im Innendienst. Diese führen dann auch hauptsächlich die Vernehmungen durch.

### Prominente Gastauftritte
In der Liste der Darsteller finden sich:
- der Sportreporter Erich Laaser
- der Fußballtrainer und frühere Fußballprofi Holger Fach
- der Sternekoch Eckart Witzigmann
- der Ex-Nationalspieler Jimmy Hartwig in einer Doppelepisode
- der Rechtsanwalt Ingo Lenßen und seine Mitarbeiter Sandra Nitka (gespielt von Sandra Kowalski), Christian Storm, Julia Brahms (gespielt von Friederike Lohrer) und Sebastian Thiele (gespielt von Sebastian Jäger) aus der ebenfalls bei Sat.1 ausgestrahlten Serie Lenßen & Partner
- aus der Serie Richter Alexander Hold: Alexander Hold, in seiner Funktion als Richter, in der Kooperationsepisode mit K11 – Kommissare im Einsatz (Tod im Gerichtssaal), und die Rechtsanwälte Maria Isabella Schulien; damalige Freundin, heutige Frau von Staatsanwalt Kirkitadse; und Christian Vorländer
- Lena Meyer-Landrut, damals noch nicht bekannt, in In der Schusslinie, als Tochter eines Drogenbosses
- Joyce Ilg, damals noch nicht bekannt, in Folge 2x23 „Der skrupellose Schlachter“, in einer Nebenrolle[5]
- Jens Knossalla, damals noch nicht bekannt, in Black Out, als verdächtiger Jugendlicher
- Marc Dumitru, damals noch nicht bekannt, in „Falsche Gerechtigkeit“, als der Sohn einer ehemaligen Kollegin von Michael Naseband, und in „Geheimnis einer Schülerin“ als „Nils Olstein“

## Veröffentlichung

### Sat.1
| Staffel | Episoden | Ausstrahlung                                                                                   |
| ------- | -------- | ---------------------------------------------------------------------------------------------- |
| 1       | 200      | 1. Sep. 2003 bis 17. Sep. 2004                                                                 |
| 2       | 116      | 11. Okt. 2004 bis 25. Mai 2005                                                                 |
| 3       | 113      | 26. Mai 2005 bis 13. Jan. 2006                                                                 |
| 4       | 196      | 16. Jan. 2006 bis 19. Jan. 2007                                                                |
| 5       | 190      | 22. Jan. 2007 bis 21. Dez. 2007                                                                |
| 6       | 204      | 14. Jan. 2008 bis 23. Jan. 2009                                                                |
| 7       | 162      | 26. Jan. 2009 bis 13. Nov. 2009                                                                |
| 8       | 143      | 18. Jan. 2010 bis 30. Nov. 2010                                                                |
| 9       | 175      | 10. Jan. 2011 bis 2. Dez. 2011                                                                 |
| 10      | 162      | 9. Jan. 2012 bis 21. Nov. 2012                                                                 |
| 11      | 165      | 7. Jan. 2013 bis 17. Juni 2013 21. Juni 2014 bis 28. Juni 2014 31. März 2016 bis 28. Juli 2016 |
| 12      | 80       | 11. Mai 2020 bis 29. Mai 2020 24. August bis 16. Dezember 2020                                 |
| 13      | 146      | 11. Jan. 2021 bis 16. Dez. 2021                                                                |
| 14      | 95       | 10. Jan. 2022 bis 26. Aug. 2022                                                                |

Anmerkung:
1. ↑  Die 4 Spezialepisoden im Sommer 2008 gelten jeweils als Doppelepisoden.

In Deutschland und Österreich wird die Fernsehserie auf den Privatsendern Sat.1 bzw. Sat.1 Österreich ausgestrahlt. Die Staffeln eins bis acht wurden zwischen dem 1. September 2003 und dem 2. Dezember 2011 mit mehreren Pausen ausgestrahlt. Die zehnte Staffel startete am 9. Januar 2012 mit der 1500. Episode und ging bis zum 21. November 2012. Ab dem 29. Mai 2012 wurde K11 nur noch von 19:00 bis 19:30 Uhr ausgestrahlt. Vom 2. Juli 2012 bis zum 21. Juli 2012 wurden montags bis freitags keine Episoden gesendet, da zu dieser Zeit Push – Das Sat.1-Magazin ausgestrahlt wurde, stattdessen liefen die Episoden, Samstags von 19 bis 20 Uhr. Am 19. Juli 2012 wurde bekannt, dass man nach nur drei Wochen die Testprogrammierung von Ab durch die Mitte – Das schnellste Quiz der Welt vorzeitig beendet und stattdessen wieder drei Episoden von K11 – Kommissare im Einsatz ab 18.30 Uhr ausstrahlt. Nach dem Start der neuen Sat.1-Serie Patchwork Family am 28. Januar 2013 sind Montag bis Freitag nur noch 2 Episoden zu sehen. Diese werden montags bis samstags zwischen 19 und 20 Uhr ausgestrahlt.
Nach weiter sinkenden Quoten wurde K11 im Juni 2013 aus dem werktäglichen Vorabendprogramm genommen. Auch am Samstag ersetzte man K11 für zwei Wochen durch Flirten, Daten, Lieben, da allerdings auch dieses Format nicht den gewünschten Erfolg brachte, holte man K11 zurück ins Programm. Im Oktober 2013 gab Sat.1 bekannt, dass die letzten Episoden ab dem 11. November 2013 auf Sat.1 Gold um 19:25 ausgestrahlt werden sollen. Letztendlich handelte es sich bei den dort ausgestrahlten Episoden um Wiederholungen, insgesamt sechs der restlichen Episoden der elften Staffel wurden am 21. und 28. Juni 2014 im Vorabendprogramm von Sat.1 ausgestrahlt. Am 27. Dezember 2015 strahlte Sat.1 Gold 10 noch nie gezeigte Episoden aus dem Jahr 2013 aus. Ab dem 31. März 2016 liefen die restlichen neuen Episoden aus dem Jahr 2013 donnerstags ab 20:15 Uhr im Dreierpack auf Sat.1 Gold.

### Puls 4
| Staffel | Episoden | Ausstrahlung                        |
| ------- | -------- | ----------------------------------- |
| 1       | 200      | 16. Okt. 2009 bis 30. März 2010     |
| 2       | 116      | 30. März 2010 bis 23. Juni 2010     |
| 3       | 113      | 23. Juni 2010 bis 2. September 2010 |
| 4       | 196      | 2. Sep. 2010 bis 3. Februar 2011    |
| 5       | 190      | 21. Feb. 2011 bis 30. Juni 2011     |
| 6       | 159      | 1. Juli 2011 bis 14. März 2012      |

In Österreich wurde die Fernsehserie auch auf dem Privatsender Puls 4 ausgestrahlt. Die Staffeln eins bis fünf wurden zwischen dem 16. Oktober 2009 und 30. Juni 2011 mit mehreren Pausen ausgestrahlt. Vom 1. Juli bis 2. September 2011 wurden die ersten 45 Episoden der sechsten Staffel ausgestrahlt und vom 3. Oktober 2011 bis 14. März 2012 wurden die restliche Episoden um 18.00 Uhr ausgestrahlt.

### DVD
Am 2. September 2011 erschienen vier DVD-Boxen mit den ersten 80 Episoden der ersten Staffel.
Die restlichen 120 Episoden der ersten Staffel sind in sechs Boxen am 3. August 2012 erschienen.
Die Episoden der zweiten Staffel sind seit dem 1. Februar 2013 in sechs Boxen mit je vier DVDs im Handel erhältlich.

## Kooperation mitLenßen & Partner
Gelegentlich gab es zwischen K11 – Kommissare im Einsatz und Lenßen & Partner Kooperationen, bei denen die Ermittlerteams zusammen ermittelten. Im ersten Crossover ermittelt noch das alte Ermittlerteam Loors und Drawer, das nach 180 Episoden aus der Serie ausschied.
| 1. Episode                                              | 2. Episode                                             | 3. Episode                                         | 4. Episode                                        | 5. Episode                                      |
| ------------------------------------------------------- | ------------------------------------------------------ | -------------------------------------------------- | ------------------------------------------------- | ----------------------------------------------- |
| Tödliche Liebesspiele (Staffel 2, Episode 2)            | Verhängnisvolle Liebe (Staffel 1, Episode 2)           |                                                    |                                                   |                                                 |
| Ingo Lenßen unter Mordverdacht (Staffel 5, Episode 120) | Lenßen unter Mordverdacht (Staffel 4, Episode 122)     | Mörderische Hochzeit (Staffel 5, Episode 121)      |                                                   |                                                 |
| Die Affäre des Kommissars (Staffel 4, Episode 164)      | Naseband hinter Gittern (Staffel 5, Episode 18)        | Großfahndung nach Naseband (Staffel 5, Episode 19) | Kommissar Naseband in Not (Staffel 6, Episode 28) | Naseband schlägt zurück (Staffel 5, Episode 20) |
| Intrige gegen das Ermittlerteam (Staffel 7, Episode 41) | Christian Storm unter Verdacht (Staffel 6, Episode 43) |                                                    |                                                   |                                                 |

## Spiel
Am 15. April 2010 erschien ein Computerspiel zur Serie für die Plattformen Nintendo DS, Wii und PC. Darin schlüpft der Spieler in die Rolle des jungen Kommissars Gerrit Grass, der unter Anleitung von Alexandra Rietz und Michael Naseband fünf Kriminalfälle lösen muss.